# Backwards
Backwards es un álbum en directo de la banda inglesa de jazz fusion Soft Machine, editado en 2002.
La primera mitad es una presentación de la formación "clásica" (Ratledge-Hopper-Dean-Wyatt), mientras los temas 4 y 5 son de las pocas grabaciones (y de calidad) de Soft Machine como un septeto, incluyendo a los músicos de viento Nick Evans, Mark Charig y Lynn Dobson junto a los músicos ya mencionados. Por último, una versión demo de «Moon in June».

## Lista de canciones
1. «Facelift (1970)» (Hopper)
2. «Moon in June» (Wyatt)
3. «Esthers Nose Job» (Ratledge)
4. «Facelift (1969)»
5. «Hiboe, Anemone and Bear» (Ratledge/Wyatt)
6. «Moon in June (demo)»

## Personal
- Mike Ratledge – teclados
- Hugh Hopper – bajo
- Robert Wyatt – batería, voz, todos los instrumentos en track 6
- Elton Dean – saxofón alto, saxello

Adicionales
- Lyn Dobson – saxofón soprano y tenor (4-5)
- Mark Charig – trompeta (4-5)
- Nick Evans – trombón (4-5)